# Улотина
Улотина је насеље у општини Андријевица, у Црној Гори. Према попису из 2011. било је 225 становника (према попису из 2003. било је 243 становника).

## Демографија
У насељу Улотина живи 186 пунолетних становника, а просечна старост становништва износи 41,6 година (38,9 код мушкараца и 44,6 код жена). У насељу има 87 домаћинстава, а просечан број чланова по домаћинству је 2,79.
Становништво у овом насељу веома је мешовито и већину чине Срби. У последња четири пописа је забележен сталан пад у броју становника.
|  |

| Демографија | Демографија | Демографија |
| Година      | Становника  | Становника  |
| ----------- | ----------- | ----------- |
|             |             |             |
|             |             |             |
|             |             |             |
|             |             |             |
| 1948.       | 485         |             |
| 1953.       | 515         |             |
| 1961.       | 502         |             |
| 1971.       | 487         |             |
| 1981.       | 373         |             |
| 1991.       | 292         | 292         |
| 2003.       | 284         | 243         |
|             |             |             |

| Етнички састав према попису из 2003.‍ | Етнички састав према попису из 2003.‍ | Етнички састав према попису из 2003.‍ | Етнички састав према попису из 2003.‍ | Етнички састав према попису из 2003.‍ |
| ------------------------------------ | ------------------------------------ | ------------------------------------ | ------------------------------------ | ------------------------------------ |
|                                      |                                      |                                      |                                      |                                      |
| Срби                                 | Срби                                 |                                      | 135                                  | 55,55%                               |
| Црногорци                            | Црногорци                            |                                      | 80                                   | 32,92%                               |
| Хрвати                               | Хрвати                               |                                      | 1                                    | 0,41%                                |
| Македонци                            | Македонци                            |                                      | 1                                    | 0,41%                                |
| непознато                            | непознато                            |                                      | 0                                    | 0,0%                                 |

| Година пописа     | 1948. | 1953. | 1961. | 1971. | 1981. | 1991. | 2003. |
| ----------------- | ----- | ----- | ----- | ----- | ----- | ----- | ----- |
| Број домаћинстава | 113   | 111   | 114   | 114   | 95    | 96    | 97    |

| Број чланова      | 1  | 2  | 3  | 4  | 5  | 6 | 7 | 8 | 9 | 10 и више | Просек |
| ----------------- | -- | -- | -- | -- | -- | - | - | - | - | --------- | ------ |
| Број домаћинстава | 87 | 27 | 20 | 12 | 14 | 6 | 5 | 2 | 0 | 0         | 1      |

| Пол    | Укупно | Неожењен/Неудата | Ожењен/Удата | Удовац/Удовица | Разведен/Разведена | Непознато |
| ------ | ------ | ---------------- | ------------ | -------------- | ------------------ | --------- |
| Мушки  | 100    | 38               | 53           | 8              | 1                  | 0         |
| Женски | 94     | 13               | 51           | 26             | 4                  | 0         |
| УКУПНО | 194    | 51               | 104          | 34             | 5                  | 0         |

| Пол    | Укупно                    | Пољопривреда, лов и шумарство | Рибарство                            | Вађење руде и камена | Прерађивачка индустрија       |
| ------ | ------------------------- | ----------------------------- | ------------------------------------ | -------------------- | ----------------------------- |
| Мушки  | 37                        | 11                            | 0                                    | 0                    | 8                             |
| Женски | 10                        | 0                             | 0                                    | 0                    | 1                             |
| УКУПНО | 47                        | 11                            | 0                                    | 0                    | 9                             |
| Пол    | Производња и снабдевање   | Грађевинарство                | Трговина                             | Хотели и ресторани   | Саобраћај, складиштење и везе |
| Мушки  | 1                         | 3                             | 5                                    | 1                    | 6                             |
| Женски | 1                         | 0                             | 1                                    | 1                    | 0                             |
| УКУПНО | 2                         | 3                             | 6                                    | 2                    | 6                             |
| Пол    | Финансијско посредовање   | Некретнине                    | Државна управа и одбрана             | Образовање           | Здравствени и социјални рад   |
| Мушки  | 0                         | 0                             | 2                                    | 0                    | 0                             |
| Женски | 0                         | 0                             | 0                                    | 4                    | 0                             |
| УКУПНО | 0                         | 0                             | 2                                    | 4                    | 0                             |
| Пол    | Остале услужне активности | Приватна домаћинства          | Екстериторијалне организације и тела | Непознато            | Непознато                     |
| Мушки  | 0                         | 0                             | 0                                    | 0                    | 0                             |
| Женски | 2                         | 0                             | 0                                    | 0                    | 0                             |
| УКУПНО | 2                         | 0                             | 0                                    | 0                    | 0                             |